# Zajazd Niemiecki w Birgu
Zajazd Niemiecki (malt. Berġa ta’ Alemanja, fr. Auberge d’Allemagne) – zajazd w Birgu na Malcie. Zbudowany w XVI wieku jako miejsce pobytu rycerzy Zakonu Świętego Jana z języka Niemiec.
Zajazd znajdował się wewnątrz Collachio (najstarsza, centralna część) Birgu, przylegając tyłem do Zajazdu Angielskiego. Zbudowany w tradycyjnym maltańskim stylu, był wysoki na dwie kondygnacje. Miał maltańskie w stylu schody frontowe oraz dekoracyjną sztukaterię na fasadzie.
W latach 70. XVI wieku rycerze langue Niemiec przenieśli się do nowego zajazdu w Valletcie. Pozostawiony przez nich budynek w Birgu był pierwotnie używany jako prywatna rezydencja, zanim zamieniony został w casa bottega (budynek handlowy).
Budynek zajazdu wpisany został, razem z innymi zajazdami w Birgu, na "Antiquities List of 1925".

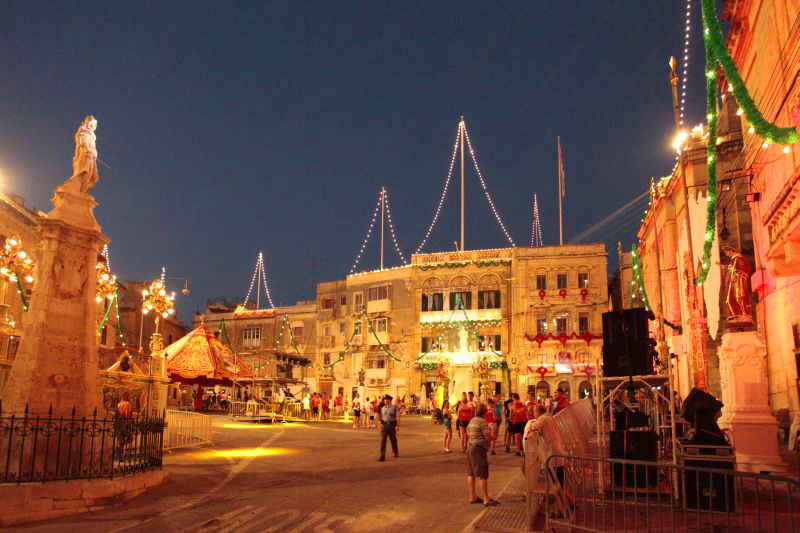
Victory Square w roku 2013; zajazd stał w centralnej części budynków na drugim planie

Zajazd został mocno uszkodzony podczas nalotu bombowego w czasie II wojny światowej, przetrwało jedynie kilka wewnętrznych pomieszczeń. W latach 1961–1963 na miejscu postawiono czterokondygnacyjny budynek mieszkalny, włączając do niego ocalałe pomieszczenia zajazdu.
22 grudnia 2009 roku pozostałości oryginalnego budynku zostały zaliczone do zabytków narodowych 3. klasy, są one również umieszczone na liście National Inventory of the Cultural Property of the Maltese Islands.